# Salome Fuchs
Salome Zoé Fuchs (* 13. Dezember 1993) ist eine ehemalige Schweizer Skispringerin.

## Werdegang
Fuchs gab am 6. August 2006 ihr Debüt im Continental Cup. Sie holte sich den Gesamtsieg in der Helvetia Nordic Trophy 2006/07 in der Kategorie U14. In Park City 2007 holte sie sich mit Platz vier ihr bestes Einzelergebnis im Continental Cup. Sie wurde bei den Schweizer Meisterschaften 2007 in Kandersteg die erste Meisterin, und in Einsiedeln 2008 wurde sie wieder Meisterin. Beim Glockenspringen in Einsiedeln wurde sie zweimal Siegerin, bei den Juniorenweltmeisterschaften in Tarvisio 2007 holte sie sich den 16. Platz und in Zakopane 2008 den 36. Platz, 2010 in Hinterzarten wurde sie 22. Zum Saisonabschluss des Continental Cups 2009/10 konnte sie in Zakopane mit dem sechsten Platz ihre beste Saison-Platzierung feiern. Am 16. Juni zog sie sich bei einem Trainingssprung von der Simon-Ammann-Schanze in Einsiedeln einen Kreuzbandriss zu. Dies bedeutete das Ende ihrer Karriere.

## Erfolge

### Continental-Cup-Platzierungen
| Saison  | Platz | Punkte |
| ------- | ----- | ------ |
| 2006/07 | 36.   | 065    |
| 2007/08 | 12.   | 334    |
| 2009/10 | 33.   | 133    |